# Actinidia melanandra
Actinidia melanandra Franch., 1894 è una pianta da frutto della famiglia delle Actinidiacee, nota come kiwi viola o kiwi rosso.

## Descrizione
Il frutto ha una buccia viola sfocata con polpa rossastra ed è commestibile.

## Distribuzione e habitat
La pianta è originaria delle province cinesi di Hubei, Sichuan e Yunnan.